# Pseudosfär

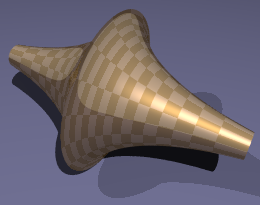
Partiell Pseudosfär

En pseudosfär är en trumpetformad rotationsyta, som kan beskrivas med en matematisk graf, liksom kuben, sfären mm. 
Man kan visa att pseudosfären har konstant Gausskrökning -1. Namnet "pseudosfär" används därför för att den är en tvådimensionell yta med konstant krökning. Precis som sfären i varje punkt har den positivt krökta geometrin hos ett kupolvalv, så har hela pseudosfären i varja punkt den negativt krökta ytan hos en sadel.
Pseudosfären uppkommer genom att rotera en traktriskurva till en linje {\displaystyle \ell } i planet kring denna linje. Traktrisen kan karakteriseras på följande vis. Betrakta det segment av tangentlinjen till kurvan vars ändpunkter är tangeringspunkten (med kurvan) samt skärningspunkten med {\displaystyle \ell }. Längden av detta segment är lika med 1 för varje punkt på traktrisen. 
En parametrisering av en psuedosfär ges av 
{\displaystyle X(\theta ,t)=(\sin t\cos \theta ,\sin t\sin \theta ,\cos t+\log(\tan {\frac {t}{2}}),0<\theta <2\pi ,0<t<\pi }
I detta fall ligger kurvan i xz-planet, och rotationslinjen ges av z-axeln.